# Estación Don Bosco
Don Bosco es una estación ferroviaria ubicada en la localidad homónima, partido de Quilmes, Gran Buenos Aires, Argentina.

## Servicios
Es estación intermedia del servicio eléctrico metropolitano de la Línea General Roca desde la Estación Plaza Constitución a las estaciones La Plata y Bosques.
Posee 2 andenes para las formaciones eléctricas.
El 6 de septiembre de 2015 se corrió la última formacíon a La Plata pasando por esta estación suspendiéndola al día siguiente para la instalación eléctrica que fue finalizada en febrero de 2016.

## Toponimia
Recuerda a San Juan Bosco, sacerdote fundador de la orden de los salesianos y benefactor.

## Infraestructura
Posee 2 andenes para el servicio eléctrico y un túnel peatonal que los comunica.

## Diagrama
| Plataforma Norte | |
| Vía 1            | Trenes a La Plata provenientes de Constitución (próxima Bernal) Trenes a Bosques provenientes de Constitución vía Quilmes (próxima Bernal) |
| Vía 2            | Trenes a Constitución provenientes de La Plata (próxima Wilde) Trenes a Constitución provenientes de Bosques vía Quilmes (próxima Wilde)   |
| Plataforma Sur   | |